# Jack Steinberger
Hans Jakob “Jack” Steinberger, född 25 maj 1921 i Bad Kissingen, Bayern i Tyskland, död 12 december 2020 i Genève, Schweiz, var en amerikansk nobelpristagare i fysik år 1988. Han tilldelades priset med motiveringen
"för metoden med neutrinostrålar och påvisandet av leptonernas dubblettstruktur genom upptäckten av myonneutrinon". Prissumman delades med Leon M. Lederman och Melvin Schwartz.
Steinberger emigrerade till USA 1934 och tog där doktorsexamen vid University of Chicago 1948.
Han var professor vid Columbia University, New York, mellan 1950 och 1971. Från 1968 arbetade han vid
CERN, i Genève.
I början på 1960-talet utförde Lederman, Schwartz och Steinberger experiment vid
Brookhaven National Laboratory där de använde en partikelaccelerator för att generera en stråle av neutriner, partiklar som inte har någon märkbar massa eller elektrisk laddning.
Det var känt att när neutriner träffar materia så genereras ibland elektroner, ibland elektronlika partiklar som kallas myoner. Det var däremot inte känt om detta berodde på att det fanns olika typer av neutriner. Lederman, Schwartz och Steinberger visade att så var fallet och kallade den tidigare oidentifierade typen av neutriner som genererade myoner för myonneutrino.
Denna upptäckt ledde till insikten att leptonerna, den familj av partiklar som elektroner och neutriner tillhör, bildar familjer av partiklar. Detta är nu en del av den så kallade standardmodellen som beskriver uppbyggnaden och kategoriseringen av elementarpartiklarna.